# Porcja (księżyc)
Porcja (Uran XII) – księżyc Urana. Został odkryty 3 stycznia 1986 roku na zdjęciach przesłanych przez sondę Voyager 2. Wiadomo o nim niewiele. Nazwa pochodzi od Porcji, bohaterki sztuki Kupiec wenecki Williama Shakespeare’a.
Orbita Porcji znajduje się wewnątrz orbity synchronicznej Urana, w związku z tym w wyniku działania sił pływowych powoli maleje jej promień i po przekroczeniu granicy Roche’a sama Porcja pewnego dnia rozpadnie się lub uderzy o powierzchnię Urana.
Jest to największy obiekt w grupie wewnętrznych regularnych księżyców Urana, nazywanej grupą Porcji. Grupę tę tworzą niewielkie ciała o podobnych orbitach i własnościach fotometrycznych – Bianka, Kresyda, Desdemona, Julia, Porcja, Rozalinda, Kupid, Belinda i Perdyta.